# Вериго Броніслав Фортунатович
Вер́иго Бронісл́ав Фортун́атович (нар. 14 (26) лютого 1860 — 13 червня 1925, Перм, РСФРР) — біолог, фізіолог.

## Біографія
Випускник Санкт-Петербурзького університету 1882 року. Надалі закінчив Військово-медичну академію 1886 року, отримав ступінь доктора медицини. Працював у лабораторіях Івана Сєченова та Івана Тархнішвілі, був лікарем Миколаївського військового шпиталю.
У 1889—1892 роках відвідував закордонні лабораторії. Працював у Марцелія Ненцького в Берні, Ернста Сальковського у Берліні, Іллі Мечникова в Парижі, Едуарда Пфлюґера в Бонні.
У 1894—1914 працював у Новоросійському університеті. Спочатку був прийнятий на посаду екстраординарного професора, надалі очолював кафедру фізіології. Викладав на Одеських вищих жіночих курсах.
У 1915 році повернувся до Петербурга, де працював приват-доцентом у Військово-медичній академії, а в 1917 році очолив кафедру фізіології в цій установі. 1920 року переїхав до Перму, де став деканом медичного факультету Пермського університету.

## Науковий внесок
Досліджував проблеми електрофізіології. На мієлінізованих нервових волокнах встановив явище стрибкоподібної передачі нервового імпульсу.
Також вивчав процеси дихання, травлення та імунітету. Виявив так званий «ефект Вериго», названий на його честь: чим більше вуглекислого газу накопичилося в тканинах, тим легше гемоглобін віддає кисень клітинам — і навпаки.

## Наукові праці
- Роль белых кровяных шариков как защитников крови // Военно-мед. журн. 1892. Т. 175;
- Философия и жизненная сила // Мир Божий. 1904. № 6;
- Основы физиологии человека и высших животных: В 2 т. С.-Петербург, 1905–09;
- Единство жизненных явлений. С.-Петербург, 1912;
- Роль белков в обмене веществ животного организма. С.-Петербург, 1913;
- Биохимия клетки. С.-Петербург, 1913;
- Общий курс физиологии животных и человека. Петроград, 1918; Москва; Петроград, 1924;